# Táňa Bystroňová
Táňa Bystroňová (* 15. prosince 1995 Ostrava) je česká modelka a moderátorka, která se dostala do povědomí veřejnosti jak v České republice, tak v zahraničí díky působení na pozici zápasové reportérky fotbalového klubu FK VIAGEM Ústí nad Labem. Během rozhovorů s hráči a funkcionáři bývala oděná do vyzývavých šatů zdůrazňujících její vyvinutá ňadra.

## Život
Pochází ze sportovně založené rodiny, když se její otec věnoval zápasu a matka šermu. Sama Bystroňová hrála ve svém dospívání házenou, aby odbourala svoji tehdejší nadváhu. Vystudovala pedagogickou školu a vyučovala v mateřské škole.
V ústeckém klubu působila od listopadu 2023, kdy vystřídala Valerii Herainovou, která se přesunula na podobnou pozici ve Velvarech. Vedle fotbalového prostředí působila coby takzvaná „ring girl“ pro zápasnickou organizaci Clash MMA. Své působení v Ústí nad Labem ukončila v závěru roku 2024.
V březnu 2024 se v Brazílii na pláži Copacabana po jedenáctiletém vztahu provdala za televizního sportovního moderátora Tomáše Vzorka a své příjmení si změnila na Vzorek Bystroňová. Mezi partnery je dvacetiletý věkový rozdíl.
V květnu 2025 zahrnul Martin Mikyska Táňu Bystroňovou do své online show Mikýřova úžasná pouť internetem. Během této epizody Táňa souhlasila s fiktivní cestou do Číny, aniž by rozporovala tamní autoritářský režim a potlačování lidských práv.